# Bublik
Bublik (ruski i ukrajinski: бублик) je tradicionalna vrsta peciva popularna u državama kao što su: Ukrajina, Rusija, Bjelorusija, Poljska i Litva.
Vrlo je sličan bagelu, ali nešto veći i ima širu rupu. Bublik često ima gušću teksturu od drugih peciva. To je vrsta peciva, koje je kuhano prije pečenja. U Rusiji i Ukrajini, bublik se često koristi kao generički naziv za bilo koje pecivo u obliku prstena (s rupom u sredini).
Poljska inačica bublika, zove se obwarzanek i spominje se u sažetku poljskog suda iz 1394. godine. U zahtjev Europskoj uniji za priznavanje obwarzaneka kao regionalnoga specijaliteta stoji, da "bi trebao biti između 12 i 17 centimetara u promjeru, težak 80 do 120 grama, a njegova boja treba biti u rasponu od zlatne do svijetlo smeđe".
Bublik se radi od dizanog tijesta pšenice, koje obično sadrži mlijeko, maslac, i snijeg od bjelanjaka i prilično je slatko. Mak je popularni dodatak tijestu, kao i nekoliko drugih ispuna. Za izradu slanoga bublika, šećer se izostavlja i umjesto toga dodaje ribani sir i nekoliko kapi soka od luka. Više bublika se obično naniže na konac, po desetak.
U Rusiji i Ukrajini, bublik se jede kao dopuna čaju ili kavi.